# Joel O'Keeffe
Joel O'Keeffe (25 de mayo de 1985, Warrnambool, Victoria, Australia) es un músico australiano. Toca la guitarra eléctrica y también es el vocalista principal de la banda Airbourne, además de ser también uno de sus fundadores junto a su hermano Ryan. Colaboró en el libro Sex Tips From Rockstars.

## Biografía
Nació en Warrnambool, Victoria, Australia. Es hermano mayor y compañero de banda de Ryan O'Keeffe. A los 11 años, empezó a practicar con la guitarra eléctrica, mientras que su hermano, empezó a practicar con la batería a los 9 años. Había veces que hacían tanto ruido practicando, que los vecinos llamaban a la policía para que fueran a su casa y les pidieran que bajaran el volumen. En 2003, fundó la banda Airbourne junto a Ryan. Conoció a David Roads en el Hotel Warrnambool, lugar en el que David trabajaba. Le invitó a unirse a la banda y este aceptó.

## Carrera musical

### Airbourne

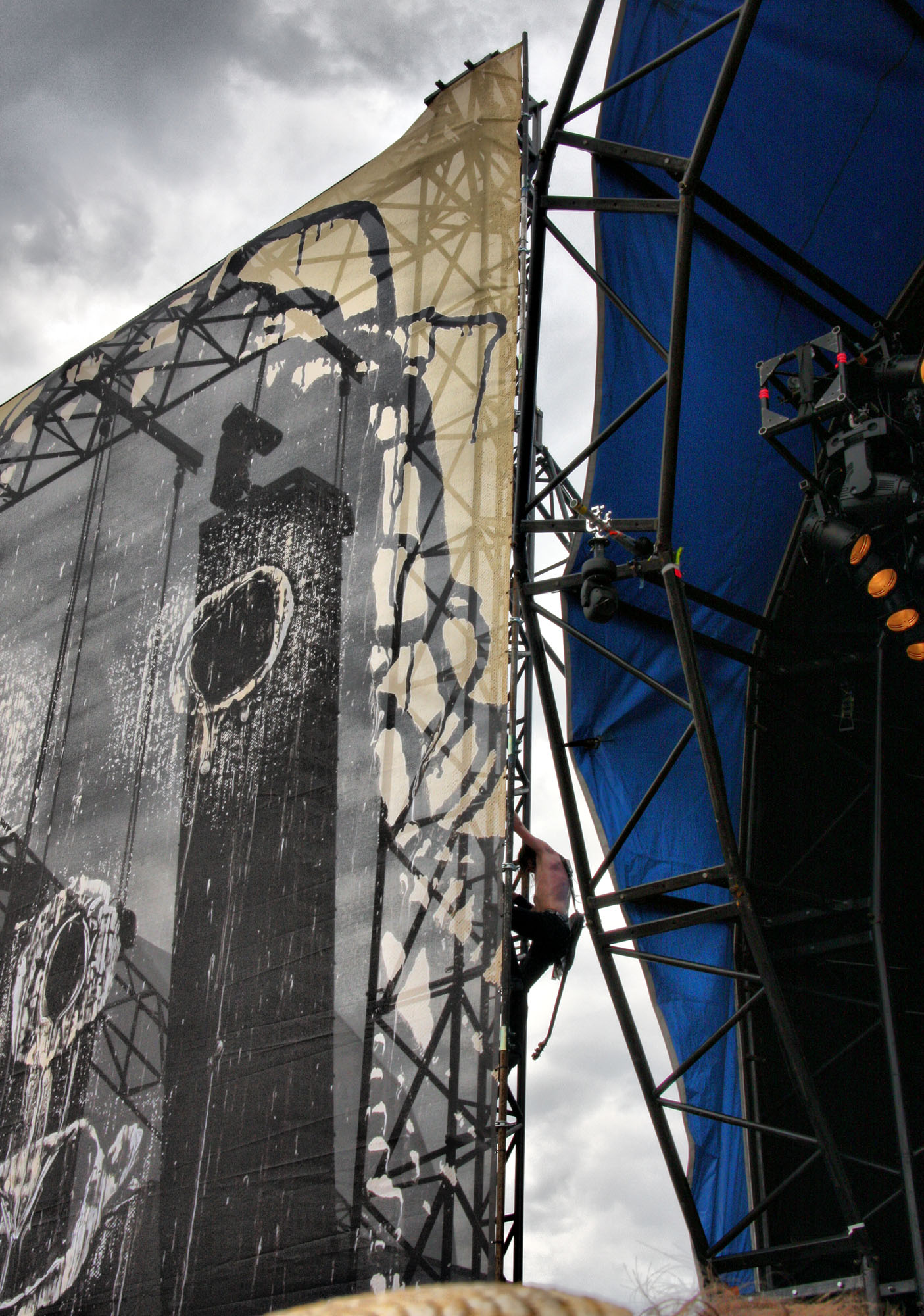
Escalando en Big Day Out 2011.

Es uno de los fundadores junto a su hermano Ryan de la banda Airbourne. Toca la guitarra eléctrica y también es el vocalista principal de la banda. Ha realizado varias canciones con sus compañeros de la banda y también con otros músicos famosos como la canción de Runnin' Wild, en la que colaboró Lemmy Kilmister, miembro de la banda Motörhead. En el escenario durante los conciertos, es amistoso con sus compañeros de banda y con el público. Lanza latas de cerveza al público y se sube a la parte más alta del escenario a tocar la guitarra. Ha grabado dos EP con la banda, Ready to Rock y Live at the Playroom y cuatro álbumes de estudio: Runnin' Wild, No Guts. No Glory., Black Dog Barking y Breakin' Outta Hell.

## Equipamiento
Utiliza una guitarra eléctrica Gibson Explorer que cambia en ciertas canciones por cosas de afinación. Tiene como guitarras secundarias distintas Gibson SG, entre las cuales tiene una edición limitada de la 61' reissue (de color negro, con herrajes dorados). Usa amplificadores Marshall modelos: JCM800 Kerry King (con la sección "Beast" desactivada), JCM2000 y JMPs.

## Discografía

### Álbumes de estudio
| Título             | Fecha de lanzamiento                                       | Discográfica                   | Productor    |
| Runnin' Wild       | 28 de enero de 2008 29 de enero de 2009 30 de mayo de 2009 | Roadrunner Records             | Bob Marlette |
| No Guts. No Glory. | 8 de marzo de 2010                                         | Roadrunner Records EMI Records | Johhny K     |
| Black Dog Barking  | 17 de mayo de 2013 21 de mayo de 2013                      | Roadrunner Records             | Brian Howes  |

### EP
| Título        | Fecha de lanzamiento | Discográfica          | Productor     |
| Ready to Rock | 2004                 | Sik Kitty Productions | Independiente |

### Álbumes en vivo
| Título               | Fecha de lanzamiento | Discográfica  | Productor     |
| Live at the Playroom | 2007                 | EMI Australia | Independiente |

### Sencillos
- 2007: «Runnin' Wild»
- 2007: «Too Much, Too Young, Too Fast»
- 2007: «Diamond in the Rough»
- 2010: «No Way But The Hard Way»
- 2010: «Blonde, Bad and Beautiful»
- 2010: «Bottom of the Well»
- 2013: «Live It Up»
- 2013: «No One Fits Me (Better Than You)»

- Datos: Q3180256
- Multimedia: Joel O'Keeffe / Q3180256